# Becoming a Billionaire
Becoming a Billionaire (en hangul, 부자의 탄생; romanización revisada, Bujaui tansaeng) también conocida en español como Convirtiéndose en millonario, es una serie de televisión surcoreana de comedia romántica emitida durante 2010, inmerso en el negocio hotelero un joven es diagnosticado con cáncer y busca a su padre supuestamente millonario para salvarse.
Es protagonizada por Ji Hyun-woo, Lee Bo Young, Lee Si Young y Namgung Min y transmitida por KBS 2TV desde el 1 de marzo hasta el 4 de mayo de 2010, con una extensión de 20 episodios emitidos cada lunes y martes a las 21:55 (KST).

## Argumento
Choi Suk Bong (Ji Hyun-woo) cree que él es el hijo de un multimillonario, a partir de una aventura de una noche con su madre. Mientras trabajaba como botones en un hotel de lujo, Seok Bong pone en práctica las cualidades que él piensa que el heredero de un multimillonario tendría, haciendo todos estos esfuerzos para el día que se encuentra con su padre biológico.
Pero un día, Suk Bong es diagnosticado con cáncer de mama, con solo una tasa de supervivencia del 50 %. Suk Bong no tiene suficiente dinero para los tratamientos y considera que es absolutamente ridículo que el heredero de un multimillonario pudiese morir porque no tiene dinero. Decide encontrar a su padre biológico es la única esperanza de Suk Bong. Así busca ayuda en Lee Shin Mi, la heredera del Grupo Ohsung.

## Reparto

### Personajes principales
- Ji Hyun-woo como Choi Suk Bong.
- Lee Bo Young como Lee Shin Mi.
  - Kim So Hyun como Shin Mi (joven).
- Namgung Min como Chu Woon Suk.
- Lee Si Young como Bu Tae Hee.

### Personajes secundarios
- Yoon Joo Sang como Lee Jung Hyun.
- Kim Eung Soo como Bu Gwi Ho.
- Park Young Ji como Chu Young Da.
- Shin Da Eun como Han So Jung.
- Kim Dong Gyun como Sr. Yoo.
- Jung Joo Eun como Yoon Mal Ja.
- Kim Ki Bang  como Park Kang Woo.
- Park Min Ji como Park Kang Sook
- Ok Ji Young como Bang Soo Jin.
- Sung Ji-ru como Woo Byung Doo.
- Jang Yoo Joon como Woo Bung Eo.
- Kim Mi Kyung como Madre de Kang Woo.
- Jung Han Yong como Padre de Kang Woo.
- Min Wook como Ha Joon Tae.
- Lee Han-wi como Teriah Park.
- Park Chul Min como Kim Dal Soo.
- Jang Tae Sung como Botones del hotel Ohsung.
- Son Hoyoung como Padre de Suk Bong'.
- Lee Won-jong como Profesor de matemáticas de Seok Bong.
- Choi Song Hyun como Madre de Suk Bong.

## Recepción

### Audiencia
En Azul la audiencia más baja y en rojo la más alta, correspondientes a las empresas medidoras TNms y AGB Nielsen.
| Ep. #    | Fecha de estreno    | Share        | Share        | Share       | Share       |
| Ep. #    | Fecha de estreno    | TNmS Ratings | TNmS Ratings | AGB Nielsen | AGB Nielsen |
| Ep. #    | Fecha de estreno    | Nacional     | Seúl         | Nacional    | Seúl        |
| -------- | ------------------- | ------------ | ------------ | ----------- | ----------- |
| 1        | 1 de marzo de 2010  | 12.1 %       | 11.9 %       | 12.2 %      | 12.8 %      |
| 2        | 2 de marzo de 2010  | 11.8 %       | 11.6 %       | 11.6 %      | 12.3 %      |
| 3        | 8 de marzo de 2010  | 11.4 %       | 11.0 %       | 12.2 %      | 11.1 %      |
| 4        | 9 de marzo de 2010  | 13.1 %       | 12.8 %       | 12.6 %      | 12.2 %      |
| 5        | 15 de marzo de 2010 | 16.2 %       | 16.1 %       | 15.0 %      | 14.5 %      |
| 6        | 16 de marzo de 2010 | 17.7 %       | 18.0 %       | 17.0 %      | 17.9 %      |
| 7        | 22 de marzo de 2010 | 15.5 %       | 15.7 %       | 14.9 %      | 15.5 %      |
| 8        | 23 de marzo de 2010 | 15.2 %       | 14.9 %       | 15.7 %      | 16.2 %      |
| 9        | 29 de marzo de 2010 | 15.6 %       | 15.2 %       | 15.6 %      | 16.6 %      |
| 10       | 30 de marzo de 2010 | 16.0 %       | 16.2 %       | 15.9 %      | 16.8 %      |
| 11       | 5 de abril de 2010  | 16.2 %       | 15.8 %       | 15.1 %      | 15.1 %      |
| 12       | 6 de abril de 2010  | 17.7 %       | 17.8 %       | 16.2 %      | 16.6 %      |
| 13       | 12 de abril de 2010 | 16.5 %       | 16.2 %       | 13.5 %      | 13.3 %      |
| 14       | 13 de abril de 2010 | 16.7 %       | 16.9 %       | 14.4 %      | 14.5 %      |
| 15       | 19 de abril de 2010 | 16.6 %       | 16.6 %       | 14.8 %      | 15.1 %      |
| 16       | 20 de abril de 2010 | 14.9 %       | 14.6 %       | 14.2 %      | 14.2 %      |
| 17       | 26 de abril de 2010 | 14.2 %       | 14.0 %       | 14.3 %      | 14.0 %      |
| 18       | 27 de abril de 2010 | 13.1 %       | 13.0 %       | 13.0 %      | 12.7 %      |
| 19       | 3 de mayo de 2010   | 14.2 %       | 14.3 %       | 13.3 %      | 13.0 %      |
| 20       | 4 de mayo de 2010   | 16.6 %       | 17.0 %       | 15.5 %      | 15.3 %      |
| Promedio | Promedio            | 15.1 %       | 15.0 %       | 14.3 %      | 14.5 %      |

## Emisión internacional
- Hong Kong: Entertainment Channel.
- Japón: NHK, Fuji TV y KNTV.[6][7]
- Singapur: VV Drama.
- Taiwán: CTI.